# 固定資産税
固定資産税（こていしさんぜい）は、固定資産の所有者に課税される地方税である（地方税法第343条第1項）。戦前の地租・家屋税が、シャウプ勧告を受け、昭和25年の地方税法によって改組され、固定資産税となった。

## 概要
課税対象は土地・家屋・有形償却資産である（ただし、償却資産に対する固定資産税は「償却資産税」と言われることが多く、「償却資産税とは償却資産に対する固定資産税である」、あるいは「償却資産税は固定資産税の一部である」といった説明がよくなされる）。このうち土地と家屋については登記簿等で実態を課税団体である市町村が把握可能であるのに対し、償却資産については登記等により把握することが出来ない。この為申告により償却資産を把握し課税をする方式を取っている。自己所有ではない建物内に行なった造作については、地方税法第343条第9項の規定を適用することを条例で規定している団体に限り償却資産として申告をする必要がある（償却資産税）。なお、建物が著しく損壊、損傷していると固定資産としてみなされず、非課税になる場合がある。詳しくは後述。国や都道府県が所有する資産については固定資産税は課税されず、課税団体に対して国有資産等所在市町村交付金が支払われる。
近年、固定資産税の過誤課税が膨大な件数に上っていることに関する報道が増加し、産業界を中心に、固定資産税の過誤課税分の還付実務が激増している。

## 賦課の基準
課税主体は、「その固定資産の所在する市町村」（地方税法第5条第2項）である。また、東京23区内では、区ではなく都が課税している（地方税法第734条）。
納税義務者は賦課期日に資産を所有する者、具体的には固定資産課税台帳に所有者として登録されている者である。登記の有無は関係ない。ただし、質権または100年より長い存続期間の定めのある地上権目的の土地については、質権者または地上権者が納税義務者となる（地方税法第343条第1項）。固定資産の所有者の所在が震災、風水害、火災その他の事由によって不明である場合には、その使用者を所有者とみなして固定資産課税台帳に登録し、その者に固定資産税を課することができる（地方税法第343条第4項）。納税義務者やその同意を受けた者、土地家屋の賃借権者等は、固定資産課税台帳の記載事項の証明書を請求することができる。
賦課期日は毎年1月1日である。年の途中で売買等があって所有者が代わったとしても、1月1日現在の所有者として登録されている者が、その年度の税を納付する。一般的に公共の用に供する資産などのような所定の要件を満たす資産は非課税となる。また日本国内に存在しない資産等については課税されない。
納税については、市町村から送付される納税通知書によって納める（普通徴収）。市町村は遅くとも納期限の10日前までに納税通知書を納税義務者に送付しなければならない。納期は原則として4月、7月、12月、2月中において、市町村の条例で定めるが、特別の事情があるときは異なる納期を定めることができる。

## 税額の算出
税額は、課税標準に税率を乗じる事により算出する。税率は都道府県及び各市町村が設定することが可能で、標準税率は1.4%である。以前は2.1%までという限度税率の取り決めもあったが現在は廃止されている。大概の自治体は標準税率で算出している。

## 免税点
市町村の条例で特に定める場合を除いて、課税標準が、土地の場合は30万円未満（一筆ごとではなく、同一の者が同一市町村内に所有する土地の合算である）、家屋の場合は20万円未満の場合は、非課税となる。

## 減免措置
- 原則として商業地では土地の評価額の70%を課税標準額として算出している。
  - 負担水準が70%を超える商業地等については、評価額の70%を課税標準額とする。
  - ただし地価が上昇する都市部では、評価額の60%を超える場合に、評価額の60%を課税標準額とする。

## 評価額と課税標準額
総務大臣は、固定資産の評価の基準並びに評価の実施の方法及び手続を定めた「固定資産評価基準」を告示しなければならず（地方税法第388条第1項）、市町村長は、この「固定資産評価基準」によって、課税標準となる固定資産課税台帳に登録される価格を決定しなければならない（地方税法第403条第1項）。価格に不服がある場合は、固定資産評価審査委員会に審査の申出をすることができる。価格以外の登録事項について不服がある場合は、市町村長へ不服申立てを行う。なお通常、告示は3年毎に行われる。つまり、基準年度の価格が原則として3年間据え置かれる。
この評価基準により決定された評価額より課税標準額を求める。ただし政策目的による課税標準額の特例が存在する（多くは時限的な措置となっている）。
土地および家屋が賃貸という権利関係になっている場合、その権利状態によって固定資産税評価額がある程度調整されることがある。

### 固定資産税（土地）
土地の評価は「適正な時価」であり、当初は評価額による課税が行われていた。しかし、戦後の経済成長で地価が高騰し、評価額は時価から離れていることが問題となり、全国的な調査を基礎として、1964年（昭和39年）度から土地の評価を大幅に引きあげることとなった。このままでは、土地のうち宅地の固定資産税金が6倍から7倍くらいになるので、前年度の課税標準額と本年度の評価額を比較し、評価額が上回る場合はその格差に基づく（それより低い）負担水準を算出し、それを前年課税標準額に乗ずる方式（負担調整措置）が登場した。
この方式はその後も継続され、1970年代には、住宅用地の課税標準を低くする措置が追加された。さらに、バブル景気による地価の高騰の後、1994年（平成6年）度の評価基準の告示において、評価額の水準を地価公示価格の7割程度とすることとなったこと。それまでは地価公示価格の3割程度であったので増税となるため、負担調整措置が見直され、住宅用地への課税標準特例も強化されている。なお、この7割という水準は、地価が安定していた昭和50年代における固定資産税評価額の地価公示価格に対する割合だと説明されている。
以上の経過により、土地の課税標準額を算定するには、1964年（昭和39年）度分から当該年度までの全年分課税標準額の計算をしなければならず、税額の計算を複雑なものにしている。

### 固定資産税（家屋）
通常、評価額が課税標準額となる。

### 償却資産
資産ごとに耐用年数と取得価格から評価額を算出し、現行ではそれがそのまま決定価格となり、課税標準の特例が適用されない場合に限り決定価格が課税標準額となる。
- 2007年（平成19年）度の税制改正により法人税及び所得税の減価率が見直されたが、評価額の減価率については旧定率法の減価率を適用し、1円まで償却する均等償却は行われない。
- 2008年（平成20年）度の地方税法の改正以前は、国税の取り扱いに準じて資産ごとに理論帳簿価格を算出し、評価額と合計額の大きい方を決定価格としていたが、この改正により廃止された。

## 評価方法

### 固定資産税（土地）
固定資産税（土地）の評価方法には、主に路線価方式が採用される。
路線価とは、街路に沿接する標準宅地の単位地積あたりの適正な時価に基づいて付設された価格である。路線価には固定資産税における路線価と、相続税における路線価の2つがあり、固定資産税路線価については各市町村が算定し、相続税路線価については、各国税局がそれぞれ算定している。
ちなみに、公的土地評価について相互の均衡と適正化が図られるよう努めるという土地基本法第16条の趣旨等を踏まえ、相続税においては1992年（平成4年）度から地価公示価格の8割を目途に、固定資産税においては1994年（平成6年）度の評価替えから地価公示価格の7割を目途に、それぞれ評価を行っている。主要な街路の路線価は、標準宅地前の路線であるため鑑定価格等により求めるが、その他の街路の路線価は、主要な街路と価格形成要因を比べることにより求める。
価格形成要因は、
1. 道路幅員や舗装などの道路要件
2. 最寄駅からの距離や大型店舗距離などの交通・接近条件
3. 下水道やガスの供給などの環境条件
4. 都市計画用途や建ぺい率・容積率などの行政的条件

がある。つまり、これらの要因は、画地計算時に補正を行う前に既に路線価に反映されていることになる。

### 固定資産税（家屋）
固定資産税（家屋）の評価は、「再建築価格」という理論上の建築価格を算出することで行われる。具体的には家屋の構成部分（主体構造・基礎・屋根・外装・内装・建築設備）毎に評価基準に記載される材質ごとの単価表で単価と数量を計算しその総計を家屋の単価とする。材質については現地調査および建築図面に基づいて判定される。この再建築価額に1年分の経年減価率（固定資産税が初めて課税されるのは建築年の翌年からであるため、実務上は一年分減価償却した後の価格を計算して最初の評価額とする）等を乗じて評価額とする。
その後評価基準が告示される度に、前年度評価額と理論評価額（新たな評価基準に基づいて再計算された評価額）に耐用年数に応じた経年減価率を乗じた額のどちらか低い方の額を新たな評価額とする。これは、資材価格の上昇等により理論評価額が前年度評価額より高くなってしまうことが考えられるが、家屋は年々老朽化しているのに価格が上昇するのというのが社会通念的に不合理であると思われるため、少なくとも評価額が上昇するということが起こらないようにしたものである。

### 償却資産
毎年行われる申告により資産台帳を作成し、それに基づき評価額を算定する。東京23区内を除いて毎年1月31日までに市町村長に申告することになっているが、都道府県をまたいで所在する資産（電力、通信、鉄道、船舶、航空機など）については総務大臣に申告し、市町村をまたいで所在する資産については都道府県知事に申告することになっている。課税庁は、取得価額を基礎として評価額は一品ごとに算出する。固定資産税における償却資産の減価償却の方法は、原則として定率法であるが、一定の条件により取替法も認められている。なお、ひとりの納税義務者が所有する資産が各市町村ごとに定められた課税定額を超えている場合、都道府県が大規模の償却資産として固定資産税を課税する。

## 特例
2019年（平成31年）3月10日現在の特例は次の通り。
- 住宅用地の課税標準の特例
  - 住宅の敷地で住宅1戸につき200平方メートルまでの部分（小規模住宅用地）については、課税標準を登録価格の6分の1とする。200平方メートルを超え、住宅の床面積の10倍までの部分（一般住宅用地）については、課税標準を登録価格の3分の1とする[注 1]。
- 新築住宅の建物の特例（平成32年3月31日までに新築された課税床面積120平方メートルまでの分について）固定資産税を2分の1とする
  - 3階建以上の耐火構造・準耐火構造住宅は新築後5年間
  - 一般の住宅（上記以外）は新築後3年間
  - 専用住宅・店舗併用住宅（店舗併用住宅の場合、居住用部分が1／2以上）
  - 居住部分の課税床面積が一戸につき50平方メートル以上280平方メートル以下であること。（貸家住宅の場合一戸につき40平方メートル以上280平方メートル以下）
- 学校法人の非課税
  - 国公立学校のみならず私立などの学校法人も、教育施設においては固定資産税が非課税となっている。保育及び教育の用に供する土地、建築物や寄宿舎が非課税の対象となる。小中学校、大学のみならず保育園等、学校教育法82条に係る専修学校も含む。
- 宗教法人の非課税
  - 宗教法人が専らその本来の用に供する境内建物及び境内地
  - 墓地
  - 宗教法人がその設置する幼稚園において直接保育の用に供する固定資産
  - 宗教法人がその設置する博物館において直接その用に供する固定資産
- その他の特例
  - 以上に加え、墓地、鉄道事業用の土地、文化財として指定されている家屋や敷地、国の研究機関など、公的な性格が認められる機関が使用している固定資産に対して固定資産税の負担が全部または一部軽減される。詳しくは地方税法第三百四十八条、および第三百四十九条の三を参照すること。

## その他

### 損傷した建物の扱い
建物が損傷、損壊していると非課税になる場合があると述べたが、有名な事例では北海道の層雲峡にあったかんぽの宿である。本施設は2006年（平成18年）に閉鎖され、民間の別業者に売却されたが、莫大な固定資産税がかかることが判明し、建物所有者が固定資産税制度の抜け穴を利用し建物を重機で故意に損傷させたという事例が存在する。この事例は度々メディアで紹介されている。建物は2016年（平成28年）に解体された。跡地は現在更地のままである。

### 固定資産税の過誤課税問題に関する報道等
固定資産税の過誤は、土地よりも建物（地方税法上の用語では「家屋」）が最大の問題であり、報道されている事例等は、産業界の事例が中心である。
2012年（平成14年）8月、総務省（自治税務局固定資産税課）は、「固定資産税及び都市計画税に係る税額修正の状況調査結果」を公表した。これは、固定資産税を課税する1720の自治体のうち、回答を拒否した東京23区と、被災地であるため調査対象外とされた岩手県、宮城県及び福島県内の市町村を除く1592市町村の、2009年（平成21年）度、2010年（平成22年）度及び2011年（平成23年）度（2002年（平成24年）1月1日まで）における土地・家屋に係る固定資産税及び都市計画税について、各市町村が課税誤り等により税額を修正した件数（納税義務者数）を調査したもので、税額修正を行った団体は1544市町村（全体の97%）と、ほぼすべての市町村で固定資産税の課税過誤が生じていることが、監督官庁である総務省（=旧：自治省）によって明らかにされた。
この総務省の調査をフォローした日本経済新聞の記事「固定資産税 徴収ミス続発」（2014年（平成26年）9月9日）は、「総務省の調査では2009〜2011年（平成21〜23年）度の3年間で、固定資産税の取りすぎが発覚して減額修正されたのは全国で25万件以上あった。と報じた。但し、この総務省の調査には、償却資産に対する固定資産税の過誤は含まれておらず、また最大の課税地である東京23区が含まれていないので、実態は更にひどいものと考えられる。
次いで、日本経済新聞は2016年（平成28年）3月29日の記事「過払い税金 企業が奪還 固定資産税5年で上場REIT 15社 自治体のミス相次ぐ」で、REITのほか、パナソニック、エーザイ、京阪電鉄など、産業界のいたるところで固定資産税の過誤による過剰徴収の返還を求める企業が増えている、と報じた。
更に、日本経済新聞は2019年（令和元年）12月2日の記事（エコノフォーカス）「固定資産税 過払い頻発」で、「東京23区と政令指定都市（除、広島、横浜）だけでも、2018年（平成30年）度において固定資産税の過払いの払い戻しが、少なくとも14万件、合計70億円以上に上る」との調査結果を公表した（件数・金額とも史上最悪を更新）。この記事では、「1級建築士事務所の建物鑑定（東京・新宿）が成功報酬方式で固定資産税の払い戻し実務を提供している」ことや、建物鑑定以外にも「固定資産税の還付請求を指南するコンサルティング会社がいくつも」あると報じている。ただし、過誤課税の根本的な原因である「複雑な課税制度」を見直すことは困難であるとの当局（総務省、及び東京都）の見解も紹介している。
この間、週刊エコノミスト（毎日新聞社）も、「固定資産税を取り戻せ! 全国で相次ぐ徴収ミス」（2016年（平成28年）6月7日号）、「固定資産税の大問題」（2017年（平成29年）4月11日号）などの特集を組んだ。
また、週刊ダイヤモンドの2018年（平成30年）5月28日号は、固定資産税適正化研究会会長下崎寛氏（税理士・不動産鑑定士）の寄稿「固定資産税徴収の杜撰な実態 制度改正は喫緊の課題」を掲載した。この寄稿には、産業界の大手自動車メーカー、自動車部品メーカー、有名ホテル、商業施設、大手食品企業、製紙会社、化学会社、投資ファンド、病院なども固定資産税の過誤の取り戻しに乗り出していること、凸版印刷が建物鑑定と提携して固定資産税適正化サービスを開始したことなどが紹介されている。更に、この寄稿では、固定資産税の過誤徴収が国民の「制度に対する信頼」を失わしめ、「第二の年金問題」となりかねない懸念、また、この問題が地方財政にもたらす甚大な影響、経団連が償却資産税の廃止を求めているという問題も解説している。